# Departamento Rivadavia (San Juan)
Das Departamento Rivadavia liegt im südlichen Zentrum der Provinz San Juan im Westen Argentiniens und ist eine von 19 Verwaltungseinheiten der Provinz. Es gehört zum Ballungsraum der Provinzhauptstadt San Juan.
Es grenzt im Norden an das Departamento Albardón, im Osten an das Departamento Capital, im Süden an das Departamento Pocito und im Westen an das Departamento Zonda. 
Die Hauptstadt des Departamento Rivadavia ist das gleichnamige Rivadavia. Sie gehört zur Agglomeration der Provinzhauptstadt San Juan.

## Städte und Gemeinden
Das Departamento Rivadavia ist in folgende Gemeinden aufgeteilt:
- Rivadavia